# シャドウライブラリ
シャドウライブラリ（英: shadow libraries）、または海賊版ライブラリ（英: pirate libraries）、ブラックオープンアクセス（英: black open access）とは、ペイウォールで保護されていたり、デジタル著作権管理によってアクセスが制限されていたりなどといった理由で容易に入手できないデジタルメディアを自由に利用可能な形で収集・提供するオンラインリポジトリである。シャドウライブラリには、学術出版物や電子書籍などのテキスト資料が多く含まれるが、ソフトウェア、音楽、映画など他のデジタルメディアが含まれる場合もある。
Anna's Archive、Library Genesis、Sci-Hub、UbuWeb、Z-Libraryは、書籍や学術文献を対象とした最も有名なシャドウライブラリの一部である。

## 歴史

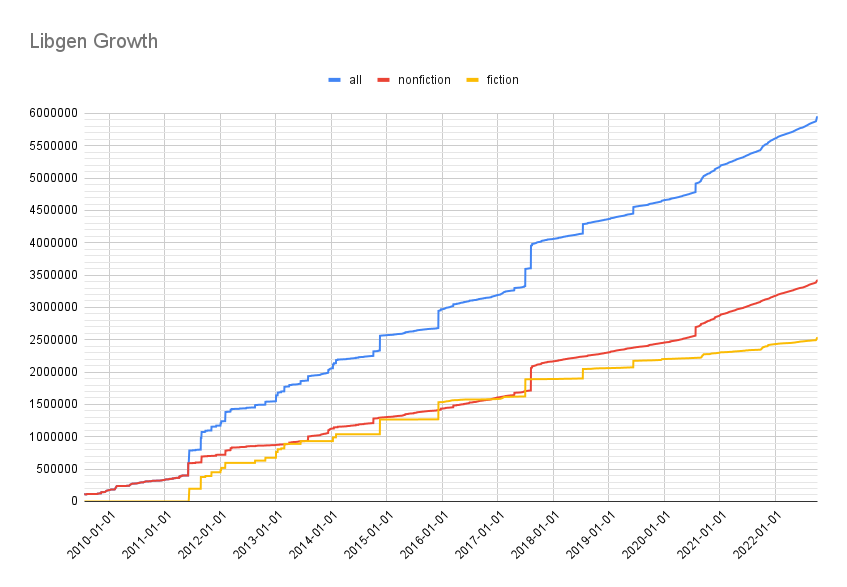
Library Genesisの成長（2009年 – 2022年）

シャドウライブラリの初期の前身は、書籍、学術文献、その他のテキストメディアの非公式な海賊版デジタルコピーの収集であり、多くの場合、メーリングリスト、インターネットフォーラム、またはソーシャルメディアサイトを通じて小規模なグループで共有されていた。:1 オンライン上の科学者コミュニティも、ペイウォールで保護された文献を相互に共有するために協力していた。

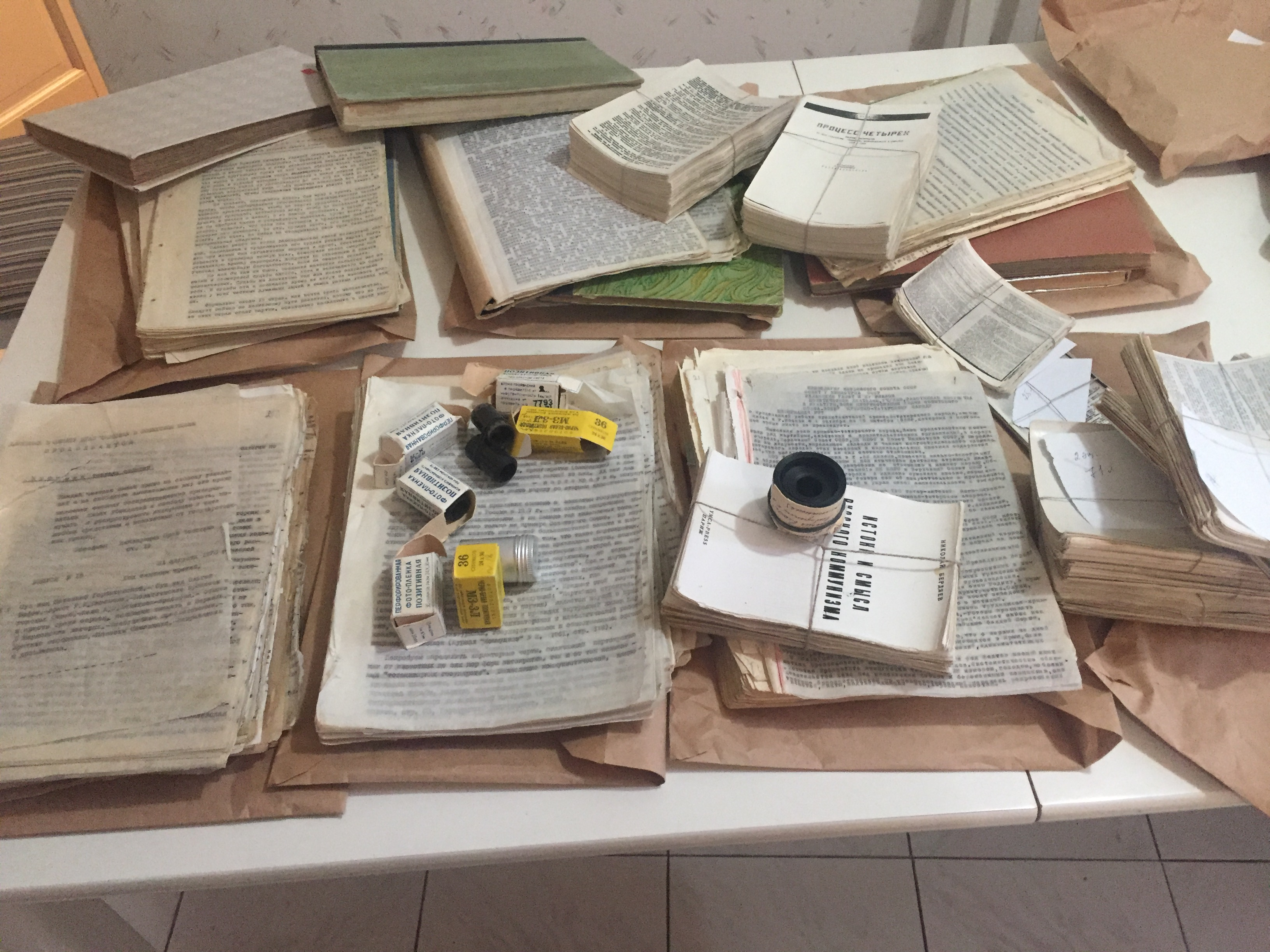
ロシアのサミズダートと非公式文献の写真ネガ

多くのシャドウライブラリはロシアに起源を持ち、そこにはソビエト連邦時代から続くサミズダートの豊かな歴史がある。ソビエト時代には厳格な国家検閲と印刷物の統制が存在し、それに反発する形で検閲された作品や地下文書の複写と流通が行われた。ソビエト連邦の崩壊と公式検閲制度の終焉後も、広範な経済的困難によりこの共有慣行は続いた。ロシア国内でコンピュータとインターネットへのアクセスが普及すると、テキストは広くデジタル化され、ロシアのFidoNetシステム上で共有された。デジタル化されたテキストの初期コレクションの一つは、マクシム・モシュコフによる1994年のLib.ruである。 ロシアのコルホーズ・コレクションは、2000年代初頭に科学文献をダウンロードまたはデジタル化し、FTPサーバーやDVDに保存していたコミュニティによって作成された。このコレクションは最終的に約5万点の文書に成長した。
こうした初期のコレクションのいくつかは、アーカイブの内容を分類するボランティアの司書を引き寄せることで、後にシャドウライブラリへと変化した。2000年代の初期の学術系シャドウライブラリには、Textz.org、Monoskop、Gigapedia（後のLibrary.nu）が含まれる。Gigapediaは他の主に文学作品を収蔵するシャドウライブラリと異なり、学術文献に重点を置いていた。2006年または2007年頃、Gigapediaはコルホーズ・コレクションによって蓄積されたファイルを取り込み、2010年までには最大のシャドウライブラリとなっていた 。その後GigapediaはLibrary.nuと改名され、ハーパーコリンズ、オックスフォード大学出版局、マクミラン出版社を含む17の出版社連合による訴訟により、2012年に閉鎖された。
Library Genesis（LibGen）は、2007年または2008年頃にロシアの科学者グループによって設立され、コルホーズ・コレクションやLib.ruなどのソースから収集されたロシアの科学技術文献のトレントサイト上でのコレクションを整理することから始まった。2011年、LibGenはLibrary.nuのコレクションを吸収し、Library.nuが閉鎖を強いられた後もそれをアクセス可能な状態に保った。当時、LibGenはそのオープンな図書館インフラに注力していた点でユニークであり、コレクション、カタログ、ソースコードの自由な共有を重視することで、他の多くのプロジェクトがこの活動をミラーし、フォークすることによってシャドウライブラリ全体のレジリエンスを高めることを奨励していた。

## 動機
シャドウライブラリはオープンアクセスおよびオープンナレッジ運動の一部である。これらは学術的研究やその他のメディアの自由な流通を目指しており、知識を自由に利用可能にすることが道徳的要請であると主張することが多い。
LibGenの運営者は、貧しい人々への情報アクセスの提供と、エリート学術機関による知識の囲い込みへの反対を同サイトの使命として説明している。ある管理者は「LibGenの対象は貧者である。アフリカ、インド、パキスタン、イラン、イラク、中国、ロシア、旧ソ連諸国などに住む人々、そして別の観点では、学術界に属さない人々である。大学に所属していなければ、何もアクセスできない。あるいは、アクセスできたとしても非常に困難であり、進歩することは不可能に近い」と記している。
Sci-Hubの創設者であるアレクサンドラ・エルバキアンは、同サイトを正当化する理由として、学術研究へのオープンアクセスの欠如が、国際連合の世界人権宣言第27条に規定された人間の科学と文化に対する権利を侵害していると主張している。この条文には「すべて人は、自由に社会の文化生活に参加し、芸術を鑑賞し、及び科学の進歩とその恩恵とにあずかる権利を有する。」とある。エルバキアンはまた「知識に反するいかなる法律も根本的に不正である」とも主張している。
アメリカの活動家アーロン・スワーツは、2008年の『ゲリラオープンアクセス宣言』において、多くのシャドウライブラリの動機を次のように表現した。
世界中の科学的および文化的遺産は、何世紀にもわたって書籍や学術誌に発表されてきたが、それがますますデジタル化され、ひと握りの民間企業によって囲い込まれている。…これらのリソースにアクセスできる者――学生、図書館員、科学者――は特権を与えられ、知識という饗宴にあずかることができる。一方で、世界の残りの人々は締め出されている。しかし、あなたたちはその特権を自分たちだけのものにしておく必要はない――いや、道徳的に言えば、そのようにすることは許されないのである。—アーロン・スワーツ、『ゲリラオープンアクセス宣言』
シャドウライブラリはまた、学術文献や書籍の価格が高騰している現状、すなわち「シリアルズ・クライシス」を問題として挙げている。

## 技術
一部のシャドウライブラリ（またはそのコンテンツデータベース）は、耐障害性の向上や負荷分散のために、BitTorrent（主にデータベースダンプのため）やダークウェブ、IPFSといった技術を利用している。
LibGenやAnna's Archiveを含むシャドウライブラリは、ソフトウェアをオープンソースソフトウェアとして開発・公開しており、誰でもコードの開発に参加でき、ミラーやフォークも促進されている。
Anna's Archiveは「我々が閉鎖されても、すぐに他の場所で復活できる。なぜなら、すべてのコードとデータが完全にオープンソースであるからだ」と主張している。

## 法的地位
シャドウライブラリは、多くの国において著作権者の同意なしに著作物をホストまたはリンクすることがあり、違法または法的に疑わしいとされている。このようなライブラリは海賊版ライブラリ（英: pirate libraries）とも呼ばれている。多くのシャドウライブラリは、ファイルそのもののホスティングとは別に書誌情報のカタログを維持している。これは組織的な利便性であると同時に、法的な挑戦に対する防御策でもある。なぜなら、著作権のあるコンテンツのホスティングとインデックス作成の違いについては、法的に曖昧な点が多いためである。しかし、いくつかのシャドウライブラリのカタログは、差止命令や削除要求の標的となってきた。
2000年代に西洋の音楽および映画産業がオンラインファイル共有サイトに対して取った積極的な法的戦略は、学術または文芸の出版社がシャドウライブラリに対して行ったものとは大きく異なっていた。しかし、シャドウライブラリが大規模かつ可視化するにつれて、より多くの法的挑戦を受けるようになった。Library.nu（以前のGigapedia）は、ハーパーコリンズ、オックスフォード大学出版局、マクミランを含む17の出版社の連合による訴訟によって2012年に閉鎖された。2015年には、学術出版社エルゼビアがアメリカの裁判所でLibGenおよびSci-Hubを提訴し、「国際的な海賊版および著作権侵害ネットワークを運営している」と非難した。エルゼビアはこの2団体に対して欠席判決を勝ち取り、1500万ドルの損害賠償を命じられたが、LibGenの運営者が不明であり、Sci-Hubの運営者が米国の法的手続きの及ばない場所にいるため、賠償金は回収されていない。エルゼビアの訴訟において、裁判官はシャドウライブラリが使用していたいくつかのドメインに対して差止命令を出し、一時的にそれらをオフラインにしたが、ライブラリはすぐに新たなドメインおよび.onionに移行した。2017年にはアメリカ化学会がSci-Hubに対して訴訟を起こし、480万ドルの損害賠償命令を勝ち取った。2022年11月、FBIはZ-Libraryに関連するドメインを押収し、その運営者2名を著作権侵害、通信詐欺、資金洗浄の罪で起訴した。デンマーク、フランス、ドイツ、ロシア、イギリスを含む国々では、裁判所がインターネットサービスプロバイダに対し、海賊版ライブラリへのアクセスをブロックするよう命じているが、これらのブロックは限定的な効果しか持たない。
シャドウライブラリへの誘導の合法性は未確定である。著作権侵害素材へのリンクが使用者責任や著作権の寄与侵害を構成するという法理論は存在するが、これに基づく訴訟は提起されていない。2019年には、エルゼビアが文献管理ツールの開発者であるCitationsyに対し、Sci-Hubへのリンクを含むブログ記事を掲載したとして法的措置を警告し、Citationsyはリンクを削除した。
多くの学者は自身の出版物を無料で配布しても処罰されることはないが、学術出版社は自身の研究を共有または再出版したとして科学者を脅迫してきた。
一部の出版社は、Sci-Hubを含むシャドウライブラリが学術データベースへのログイン資格情報を不正に取得していると非難しているが、Sci-Hubはそれらの資格情報が自発的に提供されたものであると主張している。
2023年6月、作家ポール・G・トレンブレーとモナ・アワドを代表とする集団訴訟が、ChatGPTの開発元であるOpenAIに対して提起され、同社が自社の大規模言語モデルの訓練データとしてシャドウライブラリを使用したと主張された。
Metaもまた、AIモデルの訓練にシャドウライブラリからのデータを使用したとされている。
DeepSeekのVision-Language (VL)モデルは、シャドウライブラリであるAnna's Archiveのデータを用いて訓練された。

## 評価

### 学術界による評価
一部の学者はシャドウライブラリの取り組みを黙認または明示的に支持しており、多くはこれを学術出版社の搾取的なビジネスモデルに対する道徳的に正当な市民的不服従の行為と見なしている。さらに、シャドウライブラリは、学術的成果が公開された学者の影響力を高める可能性がある。コーネル大学のある研究によれば、Sci-Hubで入手可能な論文は、同等の質を持つがSci-Hubで入手できない論文に比べて1.72倍多くの引用を受けているという。

### 非学術的著者による評価
非学術的な作家たちは、シャドウライブラリに対してより強く反対の声を上げている。
2022年2月、アメリカのベストセラー作家であるジョン・グリシャムとスコット・トゥローは、アマゾン・パブリッシングおよびペンギン・ランダムハウスと共に、海賊版電子書籍を販売していたウクライナのウェブサイトに対する訴訟に加わった後、『ザ・ヒル』紙に論説を寄稿し、アメリカ議会に対して検索エンジンが海賊版サイトにリンクすることを禁じる法律の制定を求めた。
2022年10月、アメリカの全米作家協会はアメリカ合衆国通商代表部に対し、LibGenおよびZ-Libraryに関する苦情を提出し、デジタル書籍の海賊行為を「今日の著者の生計に対する最大の脅威の一つ」と表現した。全米作家協会と英国出版協会は共にFBIと協力し、2022年11月にはZ-Libraryの運営者2名が逮捕された。
しかしながら、一部の作家や作家団体はこのような取り組みに反対している。イギリスの小説家アリソン・ラムフィットは『デイズド』において、Z-Libraryの閉鎖を歓迎しておらず、「読書への渇望は奨励されるべきものであり、私の意見では社会的に善である。出版業界がますます資本主義的かつ独占的になっていく中でも、読書はなおも繁栄しており、海賊行為は国境やデジタル著作権管理を超えて読書を可能にしている。すべての人が図書館を利用できるわけではなく、すべての図書館が充実しているわけでもない」と述べている。非営利団体Authors Allianceの事務局長デイヴ・ハンセンは、シャドウライブラリを閉鎖しようとする試みによって学生や研究者が不利益を被ると述べ、そのようなプロジェクトは「特に科学論文へのアクセスに関して、制度がいかに壊れているかを示す一種の症状」であると表現した。